# Łukasz Masiak
Łukasz Masiak (1983 - 14 de junio de 2015) fue un periodista de investigación polaco. Fundó y editó el portal web de noticias locales Nasza Mława en Mława (Mazovia, Polonia) hasta su asesinato, supuestamente relacionado con una noticia que publicó sobre una organización de artes marciales mixtas.

## Vida personal
Łukasz Masiak era natural de la pequeña localidad de Mława (Mazovia, Polonia), donde vivía con su mujer y sus dos hijos, una niña y un niño. Masiak estuvo activo en la Asociación de Corazones Abiertos (en polaco: Stowarzyszenie Otwartych Serc), que atiende a niños enfermos. Tenía 32 años cuando fue asesinado.

## Vida profesional
Łukasz Masiak trabajó de periodista para Głos Mławy (La Voz de Mława) antes de trabajar por su cuenta. En 2010, Masiak fundó, editó e informó para Nasza Mława (Nuestra Mława). Su sitio web NaszaMlawa.pl informó sobre muchos asuntos controvertidos, a menudo relacionados con empresarios, drogas, gitanos y hasta la descuidada investigación de la muerte de una joven. También informó sobre los competidores locales de artes marciales mixtas (MMA), y se interesó no solo en sus peleas, sino también en su vida fuera de las MMA. Esto último se sospechó que desencadenó su asesinato.[cita requerida]

## Muerte
El 14 de junio de 2015, aproximadamente a las 2 de la madrugada, Masiak fue agredido en los aseos de una bolera de Mława. El perpetrador dio la vuelta a Masiak y le dio una fuerte patada en la cabeza. Después de la paliza, lo dejó inconsciente en el suelo. Sufrió una grave lesión en la cabeza, que dio lugar a una hemorragia cerebral. Los médicos trataron de reanimar a Masiak durante casi una hora, hasta que murió a causa de las heridas.

### Funeral
Varios cientos de personas asistieron al funeral de Masiak el 20 de junio de 2015. Fue cremado y su urna fue llevada al cementerio de la iglesia de San Lorenzo. El sacerdote que ofició la ceremonia, Jacek Marciniak, no comentó las circunstancias de la muerte de Masiak; en su lugar, pidió que los allí congregados rezaran y dieran donaciones. La familia del fallecido pidió que las donaciones se utilizaran para financiar el tratamiento de Iga Rudnicka, enferma de cáncer de 9 años.

### Investigación
Antes de su asesinato, Masiak había denunciado varias veces haber recibido amenazas, algunas en forma de cartas y llamadas telefónicas. En diciembre de 2014, le enviaron su propio obituario, y en enero de 2015 fue víctima de una agresión física cerca de su casa. Los dos incidentes fueron investigados, pero los investigadores no pudieron apuntar a ningún sospechoso. A la muerte de Masiak, la policía detuvo a dos sospechosos, pero ninguno de ellos era el supuesto perpetrador. La policía emitió una orden de detención contra Bartosz Nowicki, un hombre de 29 años que era instructor en el club local de artes marciales mixtas. En febrero de 2016, Nowicki fue detenido, interrogado y acusado de asesinato porque su testimonio de que el incidente fue un accidente entraba en contradicción con el informe del caso.

## Reacciones
Irina Bokova, directora general de la Unesco, comentó al respecto:

Condeno el asesinato de Łukasz Masiak. Llamo a las autoridades a que lleven a cabo una investigación exhaustiva de este crimen. Los periodistas cumplen un papel vital en la protección de los derechos de los ciudadanos a ser informados y pedir cuentas a los que tienen el poder. Es imperativo que los perpetradores de este asesinato sean llevados a la justicia.

Dunja Mijatovic, representante de la OSCE para la Libertad de los Medios, dijo:

Esta es una tragedia y un horrendo recordatorio de los peligros que afrontan los periodistas por todo el mundo ... Los periodistas están cada vez más en la diana por su profesión y lo que dicen y escriben, y esta tendencia tiene que parar.

La Asociación de Periodistas Polacos emitió un comunicado diciendo:

Łukasz Masiak fue un periodista querido y valiente que trabajaba para un portal local de noticias. Estamos muy compungidos al saber de su muerte y profundamente preocupados de que la respuesta decisiva de las fuerzas del orden solo llega después de la muerte del periodista.

La Federación Internacional de Helsinki para los Derechos Humanos también emitió un comunicado:

Es por esto que el Estado está obligado a proteger a los miembros de los medios ante las amenazas para garantizar la libertad de expresión. Es más, las autoridades públicas deben asumir la iniciativa de explicar las circunstancias de cualquier acto de violencia dirigido contra los periodistas. Por lo tanto, es crucial que cualquier incidente, especialmente una tragedia como en este caso, sea investigado y explicado concienzudamente y que los perpetradores tengan que rendir cuentas.